# Население на Тувалу
Населението на Тувалу според преброяването през 2017 г. е 10 507 души. Естественият прираст през 2015 г. е 0,82%, а миграцията е -0,68%.

## Възрастов състав
(2005)
- 0 – 14 години: 30,8% (мъжe 1823/жени 1756)
- 15 – 64 години: 64,2% (мъже 3620/жени 3847)
- над 65 години: 5,1% (мъже 229/жени 361)

(2015)
- 0 – 14 години: 29,4% (мъже 1639/жени 1557)
- 15 – 64 години: 65% (мъже 3476/жени 3592)
- над 65 години: 5,6% (мъже 247/жени 358)

## Етнически състав
- 96 % – полинезийци
- 4 % – микронезийци

## Език
Официални езици са тувалуански и английски; друг говорим е кирибатски.

## Религия
Мнозинството от населението са християни – 97,8 % (протестанти – 96,8%, католици – 3,2%), бахаисти – 1,6 %, други – 0,6 %.